# Втрачений горизонт
Втрачений горизонт (англ. Lost Horizon) — драма 1937 року.

## Сюжет
Події фільму, що побачив екран 1937 року, розгортаються в революційному Китаї на два роки раніше. Літак із п'ятьма британцями й американцями на борту робить вимушену посадку в горах Тибету — там, де не ступала нога так званої цивілізованої людини. Нещасні загублені у світах вже й готуються до найгіршого, аж раптом порятунок — з'являються загадкові, дуже навіть загадкові буддійські монахи. Вони й приводять наших горе-мандрівників до невідомої досі нікому країни Шангрі-Ла, де здоров'я, мир і довголіття правлять людьми, на відміну від решти того самого, так званого цивілізованого світу.

## У ролях
- Рональд Колман — Роберт Конвей
- Джейн Ваєтт — Сондра
- Джон Говард — Джордж Конвей
- Томас Мітчелл — Барнард
- Едвард Еверетт Гортон — Ловетт
- Марго — Марія
- Генрі Ворнер — Ченг
- Сем Джаффе — верховний лама
- Девід Торренс — прем'єр-міністр
- Нобл Джонсон — лідер протесту